# Baie aux Huîtres
Baie aux Huîtres är en ort i Mauritius.   Den ligger i distriktet Rodrigues, i den östra delen av landet, 600 km öster om huvudstaden Port Louis. Baie aux Huîtres ligger 6 meter över havet och antalet invånare är 2 500. Den ligger på ön Rodrigues.
Terrängen runt Baie aux Huîtres är kuperad åt sydost, men västerut är den platt. Havet är nära Baie aux Huîtres åt nordväst.  Närmaste större samhälle är Port Mathurin, 1,5 km nordost om Baie aux Huîtres. Omgivningarna runt Baie aux Huîtres är en mosaik av jordbruksmark och naturlig växtlighet.